# Jan Filip (Prähistoriker)
Jan Filip (* 25. Dezember 1900 in Chocnějovice; † 30. April 1981 in Prag) war ein tschechoslowakischer Prähistoriker.

## Leben
Filip war Professor für Urgeschichte an der Universität Prag, Direktor des Archäologischen Institutes und Mitglied der Tschechoslowakischen Akademie der Wissenschaften. Er verfasste zahlreiche wissenschaftliche Schriften, darunter zwei für die archäologische Forschung Mitteleuropas fundamentale Werke. Weiters war er der Begründer der Fachzeitschrift Archeologické rozhledy, die seit 1949 erscheint. 1966 wurde er zum korrespondierenden Mitglied der Göttinger Akademie der Wissenschaften und 1976 der British Academy gewählt.
Im Jahr 1984 begann seine Witwe Alena einen Rechtsstreit gegen die Fernsehserie Die Besucher, weil sie ihren Gatten in einer der Figuren wiedererkannt hatte.

## Schriften
- Popelnicová pole a počátky železné doby v Čechách. = Die Urnenfelder und die Anfänge der Eisenzeit in Böhmen. Selbstverlag, Prag 1937.
- Kulturní kapitoly z našeho pravěku (= Stopami věků. 10). Společnosti přatel Starožitností, Prag 1940, (Kulturkapitel aus unserer Vorgeschichte).
- Umělecké řemeslo v pravěku (= Stopami věků. 16/17). Nákladem Společnosti Přátel Starožitností, Prag 1941, (Kunsthandwerk in der Urzeit).
- Počátky slovanského osídlení v Československu. = The Beginnings of Slaw Settlements in Czechoslovakia (= Knihovna Společnosti Přátel Starožitností. 5). Společnost Přátel Starožitností, Prag 1946.
- Keltové ve střední Evropě (= Monumenta archaeologica. Acta praehistorica, protohistorica et historica Instituti Archaeologici Academiae Scientarum Bohemoslovenicae. 5). Nakladatelství Československá Akademie Věd, Prag 1956, (Die Kelten in Mitteleuropa).
- Keltská civilisace a její dědictví (= Nové obzory védy. 3). Nakladatelství Československé Akad. Věd, Prag 1959, (In deutscher Sprache: Die keltische Zivilisation und ihr Erbe. Verlag der Tschechoslowakischen Akademie der Wissenschaften u. a., Prag 1961).
- Jan Filip unter Mitwirkung zahlreicher Fachgelehrter und wissenschaftlicher Institutionen: Enzyklopädisches Handbuch zur Ur- und Frühgeschichte Europas. 2 Bände. Akademia – Verlag der Akademie der Wissenschaften, Prag 1966–1969, (Dazu: Band 3: Addenda. Aus dem Nachlaß von Jan Filip zusammengestellt, ergänzt und berichtigt von Jirí Hrala. Institute of Archaeology, Prague 1998, ISBN 80-86124-07-X).